# تورو فورويا
تورو فورويا (古谷徹 فورويا تورو) هو ممثل ياباني ولد في 31 يوليو 1953 في يوكوهاما, كاناغاوا.

## أدواره في الأنمي

### مسلسلات أنمي تلفزيونية
- البدلة المتنقلة جاندام - أمورو ري
- البدلة المتنقلة زيتا جاندام - أمورو ري
- البدلة المتنقلة جاندام 00 - الراوي، ريبونز ألمارك (تحت الاسم المستعار نوبورو سوغيتسو (蒼月昇 سوغيتسو نوبورو))
- نجم العمالقة - هيوما هوشي
- دراغون بول - يامتشا
- دراغون بول Z - يامتشا
- دراغون بول كاي - يامتشا
- دراغون بول سوبر - يامتشا
- سينت سيا - بيغاسوس سيا
- سينت سيا أوميغا - سيا
- سيلور مون - مامورو تشيبا/تكسيدو كامن
- سيلور مون R - مامورو تشيبا/تكسيدو كامن
- سيلور مون S - مامورو تشيبا/تكسيدو كامن
- سيلور مون SuperS - مامورو تشيبا/تكسيدو كامن
- سيلور مون سيلور ستارز - مامورو تشيبا/تكسيدو كامن
- كيماغوري أورينج رود - كيوسكي كاسوغا
- زيغ الحديدي - هيروشي شيبا
- أسطورة الماجونغ أكاغي - الراوي
- ساندز أوف ديستراكشن - توبي توبلان
- كاشرن سينز - كاشرن
- ذا بيغ أو - بوني فريزر
- زامد الذكرى الضائعة - الإمبراطور هيروكين
- إينوياشا: الجزء الأخير - شيكون نو تاما
- سنغوكو باسارا تو - أويامادا نوبوشيغي
- بليتش - شورين
- بوكيمون بلاك/وايت - بيرغ
- الأرجوحة الطائرة - هيديو تسودا
- أن-غو - جيرو شيمادا
- ون بيس - دادي ماسترسون، سابو
- غريت تيتشر أونيزوكا - سوغورو تيشيغاوارا
- المحقق كونان - ري فورويا
- غرويزر إكس - جو كايساكا
- السائق (1988) - هيديو كيشيدا

### أنمي الإنترنت
- باكي (2018) - الراوي

### أوفا أنمي
- سينت سيا فصل هادس: المعابد الإثنا عشر - بيغاسوس سيا

### أفلام أنمي
- ثلاثية أفلام البدلة المتنقلة جاندام
  - البدلة المتنقلة جاندام - أمورو ري
  - البدلة المتنقلة جاندام II محاربي الأحزان - أمورو ري
  - البدلة المتنقلة جاندام III لقاء في الفضاء - أمورو ري
- البدلة المتنقلة جاندام: ثأر شار - أمورو ري
- كيماغوري أورينج رود - كيوسكي كاسوغا
- دراغون بول: لعنة روبيات الدم - يامتشا
- دراغون بول: الأميرة النائمة في قلعة الشر - يامتشا
- دراغون بول: المغامرة الغامضة - يامتشا
- دراغون بول Z: شجرة القوة - يامتشا
- دراغون بول Z: بوجاك متحرر - يامتشا
- دراغون بول: طريق القوة - يامتشا
- دراغون بول Z: معركة الخوارق - يامتشا
- بابريكا - كوساكو توكيتا
- فيلم البدلة المتنقلة جاندام 00: آ ويكينينغ أوف ذا تريلبليزر - أي إيه ري
- بليتش: فصل الجحيم - شورين
- سيلور مون R - مامورو تشيبا/تكسيدو كامن
- سيلور مون S - مامورو تشيبا/تكسيدو كامن
- سيلور مون SuperS - مامورو تشيبا/تكسيدو كامن
- النفي من الفردوس - ألونزو بيرسي
- سيكاي-ايتشي هاتسوكوي: حالة تاكافومي يوكوزاوا - زين كيريشيما (تحت الاسم المستعار نوبورو سوغيتسو)
- سينت سيا - بيغاسوس سيا
- سينت سيا: الحرب الدامية - بيغاسوس سيا
- سينت سيا: أسطورة الشباب القرمزي - بيغاسوس سيا
- سينت سيا: محاربو الحرب الأخيرة - بيغاسوس سيا
- سينت سيا فصل النعيم: الإفتتاحية - بيغاسوس سيا
- فيلم بوكيمون الأول: ثأر ميوتو - كوري
- ون بيس فيلم غولد - سابو
- ون بيس ستامبيد - سابو
- سلسلة أفلام المحقق كونان
  - المحقق كونان: الكابوس الأشد سوادا - ري فورويا
  - المحقق كونان: جلاد زيرو - ري فورويا
- الرحلة - أوس

## أدواره في ألعاب الفيديو
- ساندز أوف ديستراكشن - توبي توبلان
- سلسلة ألعاب سوبر روبوت وورز
  - سوبر روبوت تايسن كومبليت بوكس - أمورو ري
- سينت سيا: ذا سانكتشواري - بيغاسوس سيا
- ون بيس: بيرنينغ بلاد - سابو
- سلسلة ألعاب إس دي جاندام جي جينيريشن
  - إس دي جاندام جي جينيريشن أوفر وورلد - أمورو ري
- جاندام فرسس - أمورو ري

## أدواره في الدبلجة اليابانية
- حافة الهادي - نيوتن غايزلر

## وصلات خارجية
- تورو فورويا على موقع IMDb (الإنجليزية)
- تورو فورويا على موقع ميوزك برينز (الإنجليزية)
- تورو فورويا على موقع ديسكوغز (الإنجليزية)
- تورو فورويا على موقع قاعدة بيانات الفيلم (الإنجليزية)
- تورو فورويا على موقع ANN person (الإنجليزية)